# فرانك فنر
فرانك جون فنر (بالإنجليزية: Frank John Fenner)‏ (21 ديسمبر 1914 - 22 نوفمبر 2010) هو عالم أسترالي كان له جهود مميزة في علم الفيروسات، وكان من أعظم مجهوداته القضاء على الجدري وطاعون الأرنب الأسترالي.

## نشأته
ولد في بالارات عام 1914 وانتقلت عائلته إلى أديليد في جنوب أستراليا عام 1916 ثم درس في مدرسة مدرسة روز بارك الابتدائية ‏، وارتاد لاحقًا جامعة أديليد حيث حصل على درجة في الطب والجراحة في عام 1938.